# Parrycactus alamosanus
Parrycactus alamosanus (sin. Ferocactus alamosanus), vrsta malenog kaktusa bačvastog oblika i dugih iglolikih bodlji u tribusu Cacteae. Cvjetovi su žuto-zelene boje, dugi su oko 4.5 cm, a široki oko 3.5 cm.  Porijekloom je iz Meksika (Sonora: Alamos, Michoacan, Oaxaca, Colima)
Nekada je uključivan u rod Ferocactus, a Doweld ga 2000. uključuje u rod Parrycactus.

## Uzgoj
- Preporučena temperatura:   Noć 9-11°C
- Tolerancija hladnoće:  podnijet će smrzavanje
- Minimalna temperatura:   10°C
- Izloženost suncu:  cijelo vrijeme
- Raste sam, 30 cm u širinu, 25 cm u visinu (može narasti i mnogo više).